# La Font Canaleta (Castellterçol)
La Font Canaleta és un paratge del terme municipal de Castellterçol, a la comarca del Moianès.
És en el sector sud-occidental del terme, ran del termenal amb Granera. És a l'esquerra de la Riera del Marcet, just quan aquesta riera entre en terme de Castellterçol, al nord-oest d'on el torrent de la Manyosa s'hi aboca. Es troba a llevant de la Pineda de la Manyosa, a ponent de l'extrem nord-oest del Serrat de l'Horta, a migdia i a la part superior de l'Obaga de Vilanova i al sud-est del Forat Negre.